# Дученто

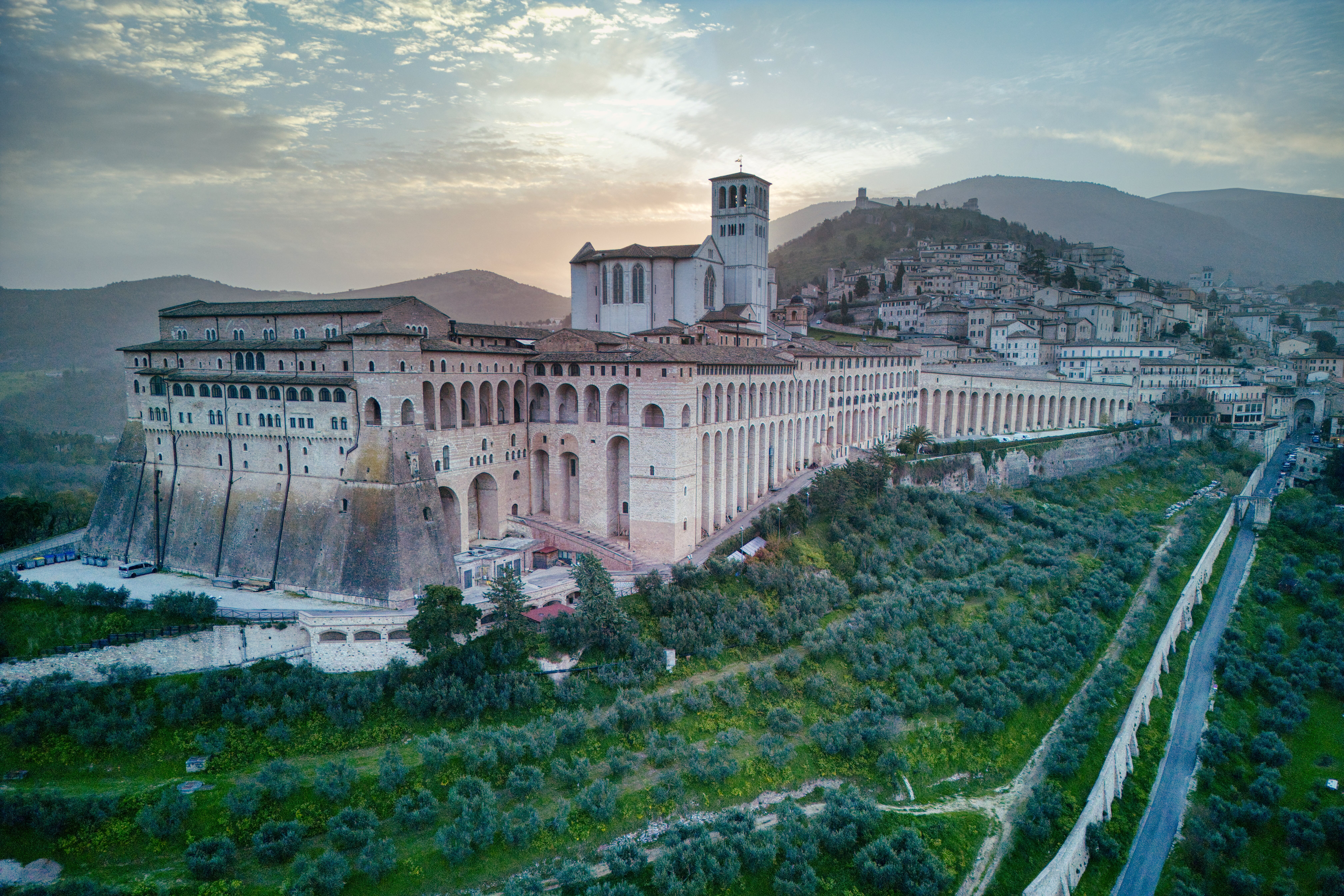

Дуче́нто (итал. duecento — двести) — итальянское название XIII века, которое в истории культуры и искусства используется для обозначения определённого периода в развитии итальянского искусства Возрождения. Дученто — начало Проторенессанса.
Дученто, как и треченто, сыграло большую роль в развитии итальянского искусства. В это переходное время был подготовлен будущий подъём ренессансного искусства, зародился особый интерес к античности, человека стали воспринимать как сознательную и мыслящую личность. В период дученто темпы развития архитектуры, живописи и скульптуры не совпадали. Ранее всего искусство дученто проявилось в скульптуре, а именно в творчестве Никколо Пизано и его ученика Арнольфо ди Камбио. Однако ведущим видом изобразительного искусства дученто была архитектура.